# 시오 월컷
시오 제임스 월콧(영어: Theo James Walcott, 1989년 3월 16일 ~ )은 자메이카계 잉글랜드의 은퇴한 축구 선수로, 과거 공격수로 활약했으며 윙어로도 뛸 수 있었다. 그는 잉글랜드 축구 국가대표팀 일원으로 활약하기도 하였다.

## 클럽 경력
2018년 1월 17일, 약 £20m의 이적료로 에버턴 FC에 이적하였다. 계약기간은 3년 반이다.

## 국가대표 경력
왈캇은 지난 2006년 스벤예란 에릭손 감독의 부름을 받고 18세에 월드컵에 참가했지만 본선 경기에서는 나가지 못했다. 그리고 2010년 FIFA 월드컵때는 카펠로 감독의 눈 밖에 나면서 명단에 들지 못했다. 이를 두고 아르헨티나의 메시는 잉글랜드-독일과의 16강전을 시청하고 난 뒤, 왈캇을 최종 명단에서 제외한 것은 좋지 않은 결정이었다." 고 말했다.
그러다 왈캇은 호지슨 감독이 이끄는 UEFA 유로 2012 대표팀 명단에 들게 됐는데 프랑스와의 첫 경기에는 벤치에 있었지만, 스웨덴과의 2차전에서 후반 16분에 교체로 투입되면서 메이저 무대 데뷔전을 가졌다. 왈캇은 교체로 나간지 3분만에 중거리슛으로 2-2 동점을 만들었고, 후반 33분에는 대니 웰백의 역전골을 도우면서 3-2 역전승을 이끌었다.